# Stefan Westerwelle
Stefan Westerwelle (Detmold, 5 de març de 1980 a Detmold) és un director de cinema alemany.

## Vida
Després del seu Abitur el 1999 al Christian-Dietrich-Grabbe-Gymnasium Detmold, Westerwelle va completar pràctiques en agències de publicitat i va fer cursos a l'escola de música i art de la ciutat de Bielefeld en els camps del vídeo, cinema, fotografia i belles arts. Del 2001 al 2006 va estudiar cinema/televisió al Kunsthochschule für Medien Köln de Colònia, els seus professors van ser Jeanine Meerapfel i Matthias Müller. En el marc d'aquest curs ha realitzat curtmetratges (Weil nun die Nacht kommt, Fern von Dem, Nach oben offen, Denk dir uns Zwei) i la pel·lícula d'animació Simplicity and Complexity is one per a la mostra de graduació local del Central Saint Martins College of Art and Design durant la Fashion Week de Londres.
El seu primer llargmetratge Solange Du hier bist va ser convidat al concurs Cinéastes du Présent del Festival Internacional de Cinema de Locarno l'any 2006 i va ser concedida una menció especial pel jurat. La pel·lícula es va continuar projectant en altres festivals arreu del món i va guanyar altres premis, com ara el Premi Diversitat i el Gran Premi de la Ciutat Terrassa al Festival Internacional de Cinema Gai i Lèsbic de Barcelona 2006, el Premi Ottavio Mai al Festival de Cinema de Torí 2007 i el Premi Queer Lisboa de 2007, així com el premi especial d'or del Premi de curtmetratge alemany de 2006 per a pel·lícules de més de 30 minuts. El 2008 Westerwelle va rebre el Förderpreis des Landes Nordrhein-Westfalen per a artistes joves. El 2012 va fer el documental Detlef en el qual, juntament amb Jan Rothstein, va retratar la vida de l'activista pels drets dels gais Detlef Stoffel. L'any 2012, el documental formar part de la secció oficial panorama del 62è Festival Internacional de Cinema de Berlín. Un any més tard va presentar el seu llargmetratge Lose Your Head a la mateixa secció.
A més de la seva feina com a director, Westerwelle també treballa com a guionista i dissenyador de producció.

## Filmografia
- 2006: Solange Du hier bist (direcció, guió)
- 2012: Detlef (Documental)
- 2013: Lose Your Head (direcció)
- 2018: Matti und Sami und die drei größten Fehler des Universums (direcció, guió)
- 2020: Into The Beat – Dein Herz tanzt (direcció, guió)